# 橘Pan
橘Pan（日语：橘 ぱん，4月25日—），日本遊戲編劇、小說家。

## 主要參加作品

### 成人遊戲
- 女神注意報！
- Fossette -Cafe au Le Ciel Bleu-（日语：フォセット - Cafe au Le Ciel Bleu -）
- Sorauta（日语：そらうた）
- 魔界天使系列
  - 魔界天使吉普莉露
  - 魔界天使吉普莉露 -episode2-（日语：魔界天使ジブリール -episode2-）
  - 魔界天使吉普莉露 -episode3-（日语：魔界天使ジブリール -episode3-）
  - 魔界天使吉普莉露4（日语：魔界天使ジブリール4）
  - 戰國天使吉普莉露
- 任俠華乙女
- 七戀天氣雨
- Innocent Girl

### 小說
- 。全4冊。
- 高寺碧
- 魔導書教
- 簒奪執行者（エンチャンター）
- 美少女死神 還我H之魂！《。》。全11冊。台灣角川。
- 初巫女妹 色出我
- 受虐狂熱（日语：マゾヒスティック・エクスタシー）。全3冊。台灣東販。
- 勇者生 召喚巫女騎士淫魔族！
- ！ 高嶺花幼理由
- 何度何度懲君好。

## 外部連結
- （日語）－橘Pan的官方個人部落格。
- 橘Pan的X（前Twitter） （日語）